# باري إس. لافي
باري إس. لافي (بالإنجليزية: Barry S. Levy)‏ هو طبيب أمريكي، ولد في 1944.